# Tobias Salquist
Tobias Salquist (født 18. maj 1995 i Ikast) er en dansk fodboldspiller, der siden 2025 har spillet for FC Nordsjælland.

## Karriere

### Silkeborg IF
Salquist skiftede til Silkeborg IF i en alder af 16 år. 
Salquist blev hevet op i A-truppen i januar 2015, og han fik sin debut i Superligaen den 25. april 2015, da han blev skiftet ind det 25. minut i stedet for Thorbjørn Holst Rasmussen i et 1-0-nederlag til FC Nordsjælland.
Den 19. maj 2015 skrev Salquist under på en treårig forlængelse af kontrakten med Silkeborg IF.
Den 2. marts 2016 blev han udlejet til den islandske klub Fjölnir for den resterende del af 2016.

### Waasland-Beveren
Den 11. juni 2018 blev det bekræftet, at Salquist havde skrevet under på en treårig kontrakt med den belgiske klub Waasland-Beveren. Han spillede dog blot seks kampe for klubben (fem kampe i ligaen samt en kamp i pokalturneringen).

### Lillestrøm Sportsklubb
Den 7. januar 2019 blev det bekræftet, at Salquist flyttede til norsk fodbold, hvor han skulle spille for Lillestrøm.

### Hobro IK
Efter opholdet i Norge vendte Salquist tilbage til Danmark, hvor han var på prøve hos Esbjerg fB, men endte med at skrive kontrakt med Hobro IK den 9. september 2020 for resten af sæsonen.

### Silkeborg IF
I januar 2021 skrev Salquist kontrakt med Silkeborg IF frem til udgangen af 2023.

### Chicago Fire
Spillede hos Chicago Fire fra 2024 til 2025.

### FC Nordsjælland
Tobias skrev 3. januar 2024 kontrakt med FC Nordsjælland.